# 金门方言
金门方言是勉语的一种，属于苗瑶语系瑶语支。说金门方言的人自称“金门”等，共有40万人，其中中国多于22万，越南17万。

## 划分
毛宗武（2004）把国内的金门方言划分为两个土语： 
- 滇桂土语，自称“金门”（云南河口县瑶山乡新寨村/kjeːm33 mun33/）或“甘迪门”，16万6千多；
在老撾，講金門方言的瑤族和他們的語言被稱爲「蓝靛」（羅馬化：lɛːn tɛːn；西南官話：蓝靛瑤；英語：Lanten）、「佬會」（會曬佬族）或「瑤門」（金門瑤族）。
- 防海土语，自称“金门”（广西防城港市防城区那垌乡滩散村/kiːm33 mun33/），6万多，分布在广西和海南，其中海南说金门方言的人被识别为苗族。

过去曾经把勉方言和金门方言合称勉金方言。